# Aphis dlabolai
Aphis dlabolai är en insektsart. Aphis dlabolai ingår i släktet Aphis och familjen långrörsbladlöss. Inga underarter finns listade i Catalogue of Life.